# Peter Michorl
Peter Michorl (sinh 9 tháng 5 năm 1995) là một cầu thủ bóng đá Áo đang thi đấu cho LASK Linz.